# سوماتوستاتين
سوماتوستاتين (بالإنجليزية: Somatostatin)‏ هو هرمون ببتيدي ينظم جهاز الغدد الصم ويؤثر على النقل العصبي ونمو الخلايا عن طريق التفاعل مع مستقبل مقترن بالبروتين ج وتثبيط محفزات هرمونات ثانوية عديدة. السوماتوستاتين له شكلين نشطين ينتجان عن اٍنقسام سابق بروتيني واحد: الأول مكون من 14 حمض أميني والثاني 28 حمض أميني.
يوجد شكلان فعالان للسوماتوستاتين، ينتجان عن انقسام سلف طليعة البروتين. يتكون الشكل الأول من 14 حمضًا أمينيًا، ويتكون الآخر من 28 حمضًا أمينيًا.
يوجد لدى الفقاريات ست جينات مختلفة مسؤولة عن تركيب بروتين السوماتوستاتين وهي SS1 وSS2 وSS3 وSS4 وSS5 وSS6. يملك سمك دانيو المخطط جميع هذه الجينات، يوجد أيضًا خمس مستقبلات مختلفة للسوماتوستاتين، وهذا ما يسمح للسوماتوستايتن بتأدية الكثير من الوظائف. يملك البشر جين سوماتوستاتين واحد هو SST.

## الإنتاج

### الجهاز الهضمي
تفرز خلايا دلتا السوماتوستاتين في عدة مواقع في الجهاز الهضمي، وهي غار البواب والإثني عشر، وجزيرات البنكرياس.
يفرز السوماتوستاين في غار البواب وينتقل إلى القلب عبر الجملة الوريد البابية، يدخل بعدها الدورة الدموية الجهازية ويرتبط بالمستقبلات ليمارس تأثيره المثبط. قد يعمل السوماتوستاتين بطريقة التأشير نظير الصماوي ويمارس تأثير محفز بعد تحرره من خلايا دلتا.
يؤثر السوماتوستاتين المفرز في المعدة على الخلايا الجدارية المنتجة للحمض عبر ارتباطه بالمستقبلات المقترنة بالبروتين G (يثبط إنزيم الأدينيلات، ويعاكس التأثير التحفيزي للهيستامين)، ويقلل إفراز الحمض المعدي. يقلل السوماتوستاتين من إنتاج حمض المعدة بأسلوب غير مباشر عن طريق منع إفراز الهرمونات الأخرى، كالغاسترين والهيستامين، ويبطئ بدوره من عملية الهضم.

### الدماغ
ينتج السوماتوستاتين من قبل الخلايا العصبية الصماوية للنواة الوطائية البطانية الأنسية في منطقة ما تحت المهاد. تنتهي هذه الخلايا العصبية بالبارزة الناصفة للوطاء، يفرز السوماتوستاتين من النهايات العصبية للمحاور إلى الجملة الوطائية النخامية. ينتقل السوماتوستاتين إلى الغدة النخامية الأمامية، ويثبط إفراز هرمون النمو من الخلايا الموجهة الجسدية. تعتبر عصبونات السوماتوستاتين الموجودة في النواة المحيطة بالبطين مسؤولة عن التلقيم الراجع السلبي لهرمون النمو، تستجيب عصبونات السوماتوستاتين للتركيز المرتفع من هرمون النمو والسوماتوميدين عن طريق زيادة إفراز السوماتوستاتين، والذي يؤدي بدوره إلى تقليل إفراز هرمون النمو.